# Leuchtturm Büsum
Der Leuchtturm Büsum ist ein Leuchtturm an der deutschen Nordseeküste in Schleswig-Holstein.

## Lage und Beschreibung
Der Leuchtturm befindet sich in der Nähe des kleinen Fischerei-, Museums- und ehemaligen Seezeichenhafens nahe dem Ortszentrum der Gemeinde Büsum (Amt Büsum-Wesselburen) im Kreis Dithmarschen. Eine Turmbesteigung ist allerdings nicht möglich.
Der Vorgängerbau war ein 1875 errichtetes hölzernes Bauwerk mit einer Laterne, die hinaufgezogen werden musste. Der heutige Turm wurde in den Jahren 1912/1913 als Leit- und Orientierungsfeuer errichtet und besitzt eine Höhe von 21,4 Metern. Die Feuerhöhe liegt auf 22 Metern über dem mittleren Tidehochwasser und die Tragweite beträgt bis zu 19 Seemeilen. Der Turm wurde auf einem im Marschboden tief gegründeten Fundament erbaut und besitzt ein gemauertes Erdgeschoss. Er hat eine kegelförmige Bauweise, so dass sich der runde Turm nach oben hin verjüngt. Der Leuchtturm besteht aus vorgefertigten Stahlsegmenten und entspricht in seiner Bauweise (nicht in der Höhe) den Leuchttürmen von Westerheversand, Hörnum oder dem Leuchtturm Pellworm. Der ursprünglich schwarz gestrichene Turm besitzt einige bullaugenförmige Fenster. Erst seit 1952 hat er seinen heutigen, weiß-roten Anstrich. Lediglich die Laterne mit ihren zwei vergitterten Umläufen (auf verschiedenen Ebenen) ist schwarz lackiert und besitzt ein Dach aus Kupferblech.
Seit der Erbauung wird der Leuchtturm elektrisch betrieben und seit 1976 von der Zentrale des Wasserstraßen- und Schifffahrtsamtes des Bundes in Tönning ferngesteuert. Er stellt daher immer noch eine See- und Landmarke dar. Der Leuchtturm ist zwar höher als die meisten Gebäude im Ort, wird aber von dem in den 1970er Jahren erbauten und etwa 85 Meter hohen Hochhaus Büsum (das aber keine Einrichtung zur Befeuerung für die Schifffahrt besitzt) und seit 2019 durch ein in direkter Nachbarschaft erbautes Hotel überragt, welches die Sicht von See auf den Leuchtturm aus nordwestlicher Richtung teilweise verdeckt. Infolgedessen wurde am Giebel des Hotels ein Ersatzseezeichen installiert, das in den betreffenden Sektor abstrahlt.
Mit dem Erstausgabetag 6. Juni 2013 gab die Deutsche Post AG in der Briefmarkenserie Leuchttürme eine Marke im Wert von 58 Eurocent mit dem Bild des Büsumer Leuchtturms heraus. Der Entwurf stammt von Professor Johannes Graf aus Dortmund nach einer Fotografie von Reinhard Scheiblich.